# سیارک ۲۱۷۵۲
سیارک ۲۱۷۵۲ (به انگلیسی: 21752 Johnthurmon، نامگذاری:1999RC179) بیست و یک هزار و هفتصد و پنجاه و دومین سیارک کشف شده‌است که در ۹ سپتامبر ۱۹۹۹ کشف شد.
قدر مطلق سیارک برابر ۱۶.۲ است.